# Bitka kod Opisa
Bitka kod Opisa (listopad 539. pr. Kr.) bila je glavna bitka između vojski Perzijskog Carstva predvođenih Kirom Velikim i Babilonije pod Nabonidom u doba perzijske invazije na Mezopotamiju. U to vrijeme Babilonija je bila zadnja velika sila u zapadnoj Aziji koja nije bila pod perzijskom kontrolom. Bitka je vođena pokraj obalnog grada Opisa, sjeverno od glavnog grada Babilona, a završila je odlučnom pobjedom Perzijanaca. Nekoliko dana poslije grad Sipar se nakon kratkotrajne opsade predao u ruke Perzijancima, a Kir Veliki se potom proglasio kraljem Babilonije i njenih teritorija, pa je Novobabilonsko Carstvo postalo dijelom većeg i moćnijeg Perzijskog Carstva.

## Lokacija
Mjesto na kojem je održala bitka bio je starovjekovni grad Opis na rijeci Tigris, oko 80 km sjeverno od modernog Bagdada. Za grad se smatra kako je imao veliku stratešku važnost zbog mosta preko rijeke, kojeg opisuje povjesničar Ksenofont. Kao datum bitke procijenjuje se rana jesen, budući kako u to doba mezopotamske rijeke imaju najmanji vodostaj pa ih je najlakše za prijeći.
Osim što je imao stratešku važnost zbog prelaska preko rijeke Tigris, Opis se nalazio na jednom kraju Medijskog zida; fortifikacije sjeverno od Babilona koja je izgrađena nekoliko desetljeća ranije, u doba Nabukodonosora II. Kontrola nad Opisom otvorila bi Kiru Velikom put kroz Medijski zid te omogućila otvoren put prema cesti koja vodi do babilonskog glavnog grada Babilona.

## Povijesni izvori
Glavni izvor informacija o Kirovom pohodu u Mezopotamiji 539. pr. Kr. su Nabonidove kronike, jedna u nizu glinenih pločica koje su dio mnogo veće zbirke poznatije kao Babilonske kronike. Ostali povijesni dokumenti uključuju Kirov cilindar, te djela antičkih povjesničara Herodota i Ksenofonta (kasniji period), koja poimenice ne spominju ovu bitku no postoje brojne sličnosti s perzijskim i babilonskim izvorima. Većina modernih povjesničara koristi Nabonidove kronike kao glavni izvor informacija o ovoj bitci.
Iako danas većina Nabonidovih kronika postoji tek u fragmentima, dio koji se odnosi na zadnju godinu Nabonidove vladavine (539. pr. Kr.) je gotovo savršeno očuvana. Ipak, ona ne odaje mnogo informacija o Kirovim aktivnostima u godinama uoči bitke, već uglavnom govori o događajima usko vezanim uz Babiloniju i njene vladare te samo povremeno bilježi događanja izvan zemlje. Razdoblje od 547. do 539. pr. Kr. uglavnom je nečitljivo pa je iz nekoliko sačuvanih riječi nemoguće procijeniti opći razvoj događaja.

## Pozadina
U vrijeme bitke kod Opisa, Perzijsko Carstvo bilo je vodeća sila Bliskog istoka, čiji je vladar Kir Veliki osvojio golema prostranstva nekadašnjeg Medijskog i Lidijskog Carstva i stvorio najveće carstvo starog vijeka koje se osim Irana protezalo i preko moderne Turske, Armenije, Azerbajdžana, Kirgistana i Afganistana. Jedina neosvojena sila tog doba bilo je Novobabilonsko Carstvo, koje je osim Mezopotamije kontroliralo i nadređena kraljevstva poput Sirije, Judeje, Fenicije, te dijelove Arabije. Babilonci su prethodno bili saveznici mnogim perzijskim neprijateljima poput Kreza iz Lidije, čije je carstvo Kir Veliki osvojio nekoliko godina ranije.
Istovremeno, Babilonija se našla u nezavidnoj geopolitičkoj situaciji budući kako je na sjeveru, istoku i zapadu graničila s perzijskom državom. Također, njihova zemlja imala je problema s kugom i gladi, dok je i sam kralj Nabonid bio vrlo nepopularan zbog njegove neprimjerene vjerske politike. Povjesničarka Mary Joan Winn Leith tvrdi: „Uspjeh Kira Velikog temelji se na izuzetnoj vojnoj sposobnosti, zakonodavnom ustroju, te energičnoj javnoj kampanji u Babiloniji kojom je proslavljen kao blag i tolerantan vladar.“. Također, Max Mallowan spominje: „Vjerska tolerancija bila je izvrstan element perzijske vladavine i nije upitno kako je Kir Veliki bio najveći promotor ove humane i inteligentne politike.“. Povijesni dokumenti tvrde kako je Kir Veliki uvjerio provincijskog namjesnika Gobriasa (ili Gubarua) da prijeđe na njegovu stranu, budući kako je njegova pokrajina Guteja bila od velike strateške važnosti, pa ju je Kir iskoristio kao polaznu točku za njegovu invaziju ostatka Babilonije.
Nabonidove kronike navode kako je Nabonid neposredno prije bitke naredio da se sve vjerske skulpture iz babilonijskih gradova dovedu u glavni grad Babilon, zbog čega se pretpostavlja kako je sukob između Perzijanaca i Babilonaca počeo godinu dana ranije, u zimu 540. pr. Kr. Prema glinenim pločicama spominju se sukobi u Ištaru i Uruku, koje moderni povjesničari pripisuju obračunima s Perzijancima. Bitka kod Opisa je najvjerojatnije bila završna bitka između dva carstva.

## Bitka
Prema Nabonidovim kronikama, bitka se održala u mjesecu Tašritu (27. rujna - 27. listopada) kod Opisa uz obalu rijeke Tigris, no nisu spomenuti detalji bitke, odnosno jačina trupa suprotstavljenih snaga ili broj žrtava. Perzijska vojska sukobila se s „vojskom Akada“, što aludira na Babiloniju općenito, a ne na istoimeni grad Akad. Ime babilonskog vojnog zapovjednika nije spomenuto u kronikama, no tradicionalno se smatra kako je riječ o Nabonidovom sinu Belšazaru. Njegove sudbina nije poznata, no neki izvori tvrde kako je poginuo u bitci.
Ishod bitke bio je očiti babilonski poraz, nakon čega se pretpostavlja kako su se babilonski vojnici povukli, jer naknadno nisu spomenuti u kronikama. Bitka kod Opisa nije spomenuta na Kirovom cilindru, koji spominje Kira Velikog kao osloboditelja Babilona i njegovog stanovništva. Ipak, bitka je dokaz kako se postojeći babilonski režim aktivno suprotstavljao Kirovoj invaziji Mezopotamije.

## Posljedice
Babilonski poraz u bitci kod Opisa označilo je kralj ozbiljnijeg otpora perzijskoj invaziji. Nabonidove kronike spominju kako je 14. dana nakon bitke (6. listopada) grad Sipar osvojen bez otpora dok je Nabonid pobjegao, što svjedoči kako je babilonski kralj bio u Siparu prilikom dolaska Perzijanaca. Kronike dalje spominju kako je Kir Veliki boravio u Siparu šest dana, poslije čega je njegova vojska nakon lukave i kratkotrajne opsade osvojila Babilon, dok je Nabonid uhvaćen u gradu neposredno nakon opsade. Njegova sudbina nije poznata, no prema babilonskom povjesničaru Berosu iz 3. stoljeća pr. Kr. Nabonid je pošteđen i poslan u egzil na istok carstva gdje je i umro. Detalji o perzijskom preuzimanju kontrole nad Babilonom ne spominju se u Nabonidovim kronikama, no naglašeno je kako su se Perzijanci tolerantno ponijeli prema hramovima i vjerskim kipovima zbog čega brzo ostvarili simpatije kod domaćeg stanovništva. Sedamnaest dana kasnije (29. listopada) Kir Veliki osobno je ušao u Babilon gdje je okrunjen kao novi kralj, nakon čega je imenovao namjesnike koji su kontrolirali osvojeni teritorij.
Antički grčki dokumenti Herodota i Ksenofonta koji opisuju Kirovo osvjanje i pad Babilona razlikuju se od onih Nabonidovih na klinastom pismu. Herodot tvrdi kako je Kir napredovao Babilonijom uz rijeku što se poklapa s istočnjačkim izvorima, te kako se odlučujuća bitka održala nedaleko od grada Babilona. Kir je navodno postavio opsadu oko Babilona, te naredio svojim trupama da iskopaju kanal kojim će preusmjeriti dio toka Eufrata te tako prodrijeti u grad na njegovim slabim točkama. Ksenofont također navodi kako su Perzijanci iskopali kanale oko grada zbog preusmjeravanja Eufrata (koji je prolazio kroz Babilon), nakon čega su koritom ušli u grad. Osim Herodota i Ksenofonta, i biblijska knjiga o Danielu također spominje kako su Perzijanci iznenadili Babilonce dok su proslavljali lokalni festival.
Babilonski povjesničar Beros nudi drugačiju verziju priče, te navodi kako je Kir Veliki porazio Nabonida koji se zajedno s ostacima pristaša povukao u grad Borsipu. Kir je potom porazio Babilon i naredio uništenje fortifikacija oko grada, budući kako su predstavljale veliki problem prilikom opsade i kako bi mogle poslužiti u babilonskim pobunama. Nakon toga, Kir je krenuo u pohod na grad Borisippu gdje je postavio opsadu, no Nabonid nije želio čekati kraj opsade pa se ubrzo predao.

## Historiografija
Poraz Babilonije kod Opisa omogućio je perzijskoj vojsci daljnje napredovanje prema Babilonu što je pak označilo kraj babilonske nezavisnosti, unatoč kasnijim pobunama protiv perzijske vladavine. Pad Babilonije zabilježen je u svim povijesnim dokumentima tog razdoblja, što se posebno odnosi na glinene zapise na klinastom pismu koji datiraju neposredno nakon Kirovog osvajanja Babilona. Postoji nekoliko objašnjenja o padu Novobabilonskog Carstva. Primjerice, na Kirovom cilindru spominje se kako babilonski kralj Nabonid nije imao potporu boga Marduka jer je vladao protiv njegove volje. Ton u kojem je pisan taj dokument svjedoči kako babilonska svećenička elita nije bila zadovoljna Nabonidovom politikom pa je otvorenih ruku dočekala Perzijance. Drugi autori imaju različita objašnjenja za babilonijski poraz protiv Perzijskog Carstva. M. A. Dandamaev tvrdi kako babilonski režim nije imao potporu vlastitog naroda, dok su pak babilonski robovi poput Židova vidjeli u Perzijancima osloboditelje. Također, navodi se i perzijska brojčana superiornost te bolja opremljenost njihove vojske.

## Poveznice
- Perzijsko Carstvo
- Kir Veliki
- Novobabilonsko Carstvo
- Nabonid

## Vanjske poveznice
- Opis (Livius.org, Jona Lendering)
- Kir Veliki (enciklopedija Iranica, M. A. Dandamayev)  Arhivirana inačica izvorne stranice od 31. srpnja 2009. (Wayback Machine)
- Kir II. (BibleEncyclopedia.com)
- Nabonidove kronike (Livius.org)  Arhivirana inačica izvorne stranice od 11. veljače 2012. (Wayback Machine)